# Wilhelm Kierdorf
Wilhelm Kierdorf (* 25. Januar 1938 in Köln) ist ein deutscher Altphilologe. 
Wilhelm Kierdorf studierte an der Universität zu Köln, wo er mit einer Arbeit zu Erlebnis und Darstellung der Perserkriege. Studien zu Simonides, Pindar, Aischylos und den attischen Rednern im Jahr 1963 promovierte, während seines Studiums war er Stipendiat der Bischöflichen Studienförderung Cusanuswerk. 1976 habilitierte er sich mit der Arbeit Laudatio funebris. Interpretationen und Untersuchungen zur Entwicklung der römischen Leichenrede an der Ruhr-Universität Bochum. 1980 wurde er dort außerplanmäßiger Professor für Klassische Philologie und blieb es bis zu seiner Emeritierung. Kierdorf besorgte eine Textausgabe mit Einleitung, kritischem Apparat und Kommentar von Leben des Claudius und Nero des Sueton.

## Werke
- Erlebnis und Darstellung der Perserkriege. Studien zu Simonides, Pindar, Aischylos und den attischen Rednern, Vandenhoeck & Ruprecht, Göttingen 1965 (= Hypomnemata, Bd. 16)
- Laudatio funebris. Interpretationen und Untersuchungen zur Entwicklung der römischen Leichenrede, Meisenheim am Glan, Hain 1980 (= Beiträge zur klassischen Philologie, H. 106), ISBN 3-445-01941-X
- Römische Geschichtsschreibung der republikanischen Zeit, Winter, Heidelberg 2003 (= Kalliope, Bd. 3), ISBN 3-8253-1520-7